# Pelegrina Pastorino

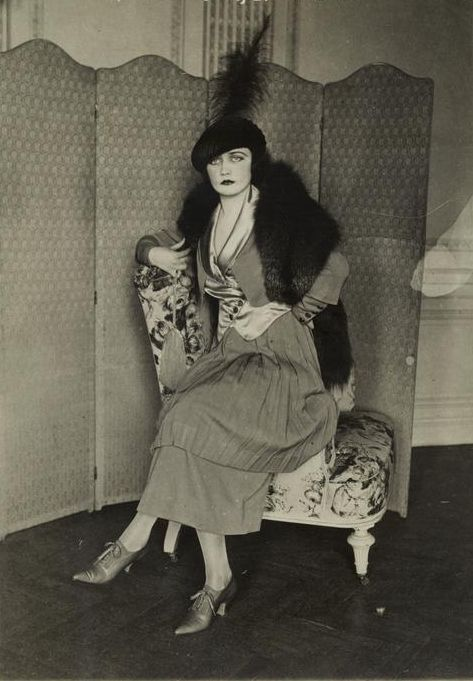
"Péle", Pelegrina Pastorino, Lady's Fashion Catalogue, Spring Season Harrods Buenos Aires editorial, tháng 3 năm 1925

Péle, một biệt danh của Pelegrina Pastorino,  (sinh năm 1902 tại Genova, Ý - mất năm 1988 tại Buenos Aires, Argentina) là một phóng viên thời trang nữ giới, biên tập viên về thời trang, là nhà phê bình dịch giả, nhà giáo dục nữ quyền nổi tiếng người Argentina và là một thành viên của nhóm Floria. Bà đã tích cực tham gia vào phong trào quyền phụ nữ trong giai đoạn những năm 30 và 40.

## Sự nghiệp
Bà chuyển đến Argentina với gia đình là dân nhập cư của mình khi còn trẻ tuổi. Cuối cùng khi đạt đến tuổi trưởng thành, gia đình bà đã gửi bà trở lại Ý để hoàn thành việc học. Ở Ý, bà được đào tạo về thời trang, mỹ thuật và thư tín tại "Academia di Belle Arti di Brera" thuộc Milan. Ban đầu, Pele bắt đầu sự nghiệp của mình với tư cách là một người mẫu thời trang và người quan hệ công chúng cho công ty Harrods của Anh, đại diện cho các quảng cáo thời trang trong hình tượng quảng bá xu hướng thời trang nữ giới và bình đẳng nữ quyền, mang loại trang phục quần dài của nữ giới tới Argentina và tham gia quảng cáo cho công ty thuốc lá Primeros "fags for ladies" sở hữu bởi doanh nhân người Hy Lạp-Argentina tên là Aristotle Onassis.

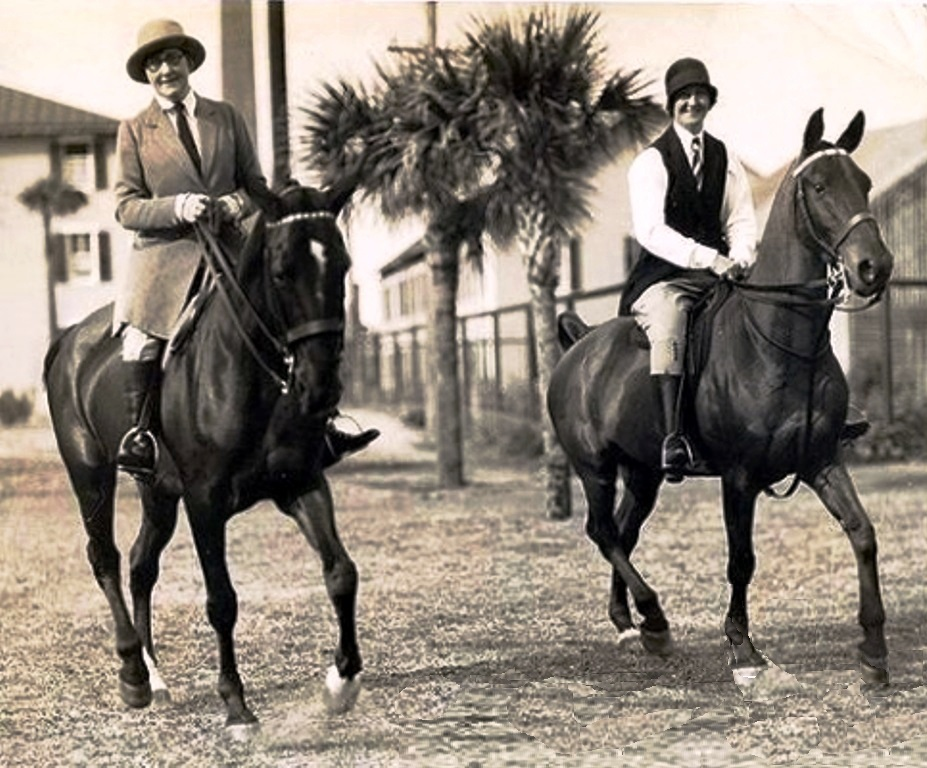
Pelegrina Pastorino và Maria Rosa Oliver, tại Câu lạc bộ Hurlingham Club, ảnh chụp năm 1938 bởi nhiếp ảnh gia Shesha Pereyra-Iraola.

### Công việc báo chí
Bà bắt đầu tham gia Phong trào Nữ quyền khi làm việc tại tạp chí Sur, một tạp chí được xuất bản từ năm 1931 đến năm 2002. Bà làm việc cùng María Rosa Oliver với tư cách là một dịch giả đa ngôn ngữ, cung cấp nội dung biên tập giúp hỗ trợ cho việc công nhận phụ nữ ở nơi làm việc và bình đẳng trong xã hội nói chung.